# Napút
A Napút egy 1999-ben alapított magyar irodalmi és kulturális folyóirat, amely évente tízszer jelenik meg. 

## Története
A Napút folyóirat nevét az alapító Szondi György Fazekas Mihálytől kölcsönözte: "...A szélességet az ég derekán keresztűl méltán nevezhetjük tehát Napútnak." 2003 februárjától könyveket is kiad a folyóirat a Napkút Kiadó közreműködésével, amit Szondi György alapított 2003-ban azzal a céllal, hogy az 1999 óta megjelenő Napút folyóirat mögé kiadói bázist teremtsen, egyúttal lehetőséget biztosítson a periodika megjelentetése mellett a könyvkiadásra.

## Napút-díj
A Napút-díj egy magyar irodalmi, művészeti és tudományos díj, amit a Cédrus Művészeti Alapítvány alapított 2007-ben, és azóta minden év őszén – az őszi napéjegyenlőség napján – ítél oda, amivel a Napút folyóirat szerkesztősége alkotó-kutató életük delelőjén álló művészek, tudósok teljesítményét értékeli. A Napút-díj két részből áll: Napút-levélből és -éremből. Az egyedi díszítésű oklevél Mészáros Róza, az érem pedig Tóth Sándor munkája.

## Főszerkesztő
- 1999-: Szondi György

## Külső hivatkozások
- A Napút folyóirat honlapja